# Alcmena
Alcmena — род аранеоморфных пауков из подсемейства Dendryphantinae в семействе пауков-скакунов (Salticidae). Все представители рода распространены в странах Латинской Америки.

## Этимология
Научное название рода происходит от имени матери Геракла — Алкмена (англ. Alcmena).

## Виды
- Alcmena amabilis C. L. Koch, 1846 — Мексика
- Alcmena psittacina C. L. Koch, 1846 — Бразилия
- Alcmena trifasciata Caporiacco, 1954 — Французская Гвиана
- Alcmena tristis Mello-Leitão, 1945 — Аргентина
- Alcmena vittata Karsch, 1880 — Венесуэла